# Neuromante
Neuromante (en inglés: Neuromancer; pronunciado /nˈʊ͡ɹɹo͡ʊmənsɚ/) es una novela de ciencia ficción escrita por el canadiense-estadounidense William Gibson y publicada en 1984 por la editorial Ace Books. Es una de las obras más conocidas del género ciberpunk y la primera que ganó los tres premios más importantes en la literatura de ciencia ficción: el premio Nébula, el premio Hugo y el premio Philip K. Dick. Fue la primera novela de Gibson. Ambientada en el futuro, la novela sigue a Henry Case, arrastrado pirata informático a quien contratan para un último trabajo, que lo enfrenta a una poderosa inteligencia artificial.
El título proviene de la composición de los términos «neuro» (mental) y «mante» (sujeto o actor de «mancia», que significa adivinación y por extensión magia, por ejemplo nigromante, quiromante). Así tenemos «neuromante» como traducción directa de neuromancer, el título en inglés.
Posteriormente Gibson prosiguió la trama de Neuromante en las novelas Conde Cero y Mona Lisa acelerada formando entre las tres la llamada  Trilogía del Sprawl. El cuento de 1981, Johnny Mnemonic, transcurre en el mismo universo que luego desarrolló en la trilogía.

## Antecedentes
Antes de Neuromante, Gibson había escrito varios cuentos para revistas estadounidenses de ciencia ficción, principalmente narrativas contraaculturales noir protagonizadas por personas de baja extracción en encuentros en el futuro próximo con el ciberespacio. Los temas que desarrolló en esta ficción temprana, la ambientación en el Sprawl (Ensanche) de «Quemando cromo» (Burning Chrome, 1982) y el personaje de Molly Millions de «Johnny Mnemonic» (1981) estableció las bases de la novela. Escape from New York (1981) de John Carpenter influyó en la novela. Gibson estaba «intrigado por el intercambio en una de las escenas inaugurales donde el Warden dijo a Snake «Volaste el Gullfire sobre Leningrado, ¿no?' [sic] Resulta ser solo una línea de pasada, pero por un momento funcionó como la mejor ciencia ficción, donde una referencia casual puede implicar mucho». La jerga de la calle y de computación de la novela deriva del vocabulario de las subculturas, particularmente «la jerga de los camellos de Toronto en 1969, o habla de motero». Gibson oyó el término «flatlining» en un bar casi veinte años antes de escribir Neuromante y se quedó con ello. El autor Robert Stone, un «maestro de cierta clase de ficción paranoica», fue una influencia primaria de la novela. El término «Puño Estridente» la tomó de una canción con el mismo título de una banda de rock punk de Toronto The Viletones.
Neuromante fue un encargo de Terry Carr para la segunda serie de Ace Science Fiction Specials, que tenía la intención de presentar sólo primeras novelas. Le dio un año para terminar la obra, Gibson emprendió la escritura con un «ciego pánico animal» con la obligación de escribir toda una novela —una empresa para la que entendía que no estaría preparado «hasta cuatro o cinco años después». Después de ver los primeros 20 minutos de la significativa película ciberpunk Blade Runner (1982), que se lanzó cuando Gibson había escrito un tercio de la novela, «se figuró que [Neuromancer] estaba perdida, terminada. Cualquiera asumiría que había copiado su textura visual de esta película tan increíblemente hermosa». Reescribió los primeros dos tercios del libro doce veces, con miedo a perder la atención del lector y se convenció de que quedaría «avergonzado para siempre» después de su publicación; aun así, lo que resultó se vio como un gran salto adelante imaginativo para un escritor novel. Añadió la frase final de la novela en el último minuto en un intento deliberado de impedirse a sí mismo escribir una secuela, pero al final acabó haciendo justo eso con Conde Cero (1986), una obra centrada en un personaje ambientada en el Ensanche (Sprawl) mencionado en su predecesora.

## Sinopsis
Henry Dorsett Case es un cibervaquero (pirata informático del ciberespacio), de bajo nivel en los bajos fondos distópicos de la ciudad de Chiba, Japón. La historia empieza con Case en el Chatsubo, el bar de su amigo Ratz. Intentó robar dinero a sus jefes; como castigo, su sistema nervioso central se vio dañado con una micotoxina que inhibe sus habilidades para conectarse a red de computación global en el ciberespacio, una espacio de datos de realidad virtual llamada la «matriz». Case está desempleado, tiene tendencias suicidas y se gana la vida en negocios sucios y asaltando gente.  
Después de estar en el Chat, Case se encuentra con Linda, su chica, ella le advierte que un señor de la droga llamado Wage lo quiere muerto por no pagarle lo que le debe. Case decide visitar a Julius Deane para preguntarle lo que sabe acerca de las intenciones de Wage. Deane no sabe mucho al respecto. En las calles Case tiene la sensación de que alguien le sigue por lo que compra un arma, una vara extensible de acero, en esos momentos la mayoría de la gente usaba máscaras filtradoras por la contaminación. Cuando Case vuelve al Chat, Wage se aproximó a la barra y se muestra sorprendido con las acusaciones sobre planear matar a Case.
Al regresar a su cuarto de hotel, Case encuentra dentro a Molly Millions, quien lo salvará. Esta mercenaria y «samurai de la calle» modificada trabaja para un oscuro ex-oficial estadounidense llamado Armitage, quien le ofrece curar a Case a cambio de sus servicios como pirata informático. Case acepta negociar de buena gana, deseoso de recuperar su vida como «vaquero de consola». Molly guarda la pistola de dardos y las 10 cuchillas que le salen bajo de las uñas. Ni Case ni Molly saben lo que Armitage está planeando en realidad.
En un elegante hotel, Armitage le explica sus propósitos a Case. Corregirá los desperfectos neuronales de Case para que pueda volver a ser un cibervaquero, a cambio espera los servicios de Case para unos asuntos.  El protagonista accede a la operación. Cuando despierta han pasado algunos días y está en su cuarto del Hotel Barato con Molly. Pronto descubre, gracias a Armitage, que los sacos de toxinas que primero lo incapacitaron, han sido colocados también en sus vasos sanguíneos. Armitage promete a Case que si termina su trabajo a tiempo, le quitarán las bolsitas con toxinas; si no es así, se disolverán, incapacitándolo de nuevo. También reemplazan el páncreas de Case y se le da un nuevo tejido a su hígado, haciendo que Case sea incapaz de metabolizar la cocaína o las anfetaminas y aparentemente poniendo fin a su adicción a las drogas.
Case desarrolla una relación personal íntima con Molly, quien le sugiere que empiece a mirar los antecedentes de Armitage. Mientras tanto, Armitage les asignará su primer trabajo: deben robar un módulo ROM que contiene la conciencia salvada de uno de los mentores de Case, el legendario cibervaquero McCoy Pauley, apodado «Dixie Flatline». Armitage necesita la experiencia como hacker de Pauley. Entonces, el constructo ROM es almacenado en los cuarteles generales corporativos del conglomerado mediático Senso/Red. Una banda callejera llamada los «Panteras Modernos» es alquilada para crear un ataque terrorista simulado en Senso/Red. Esta distracción permite a Molly penetrar en el edificio y robar el ROM de Dixie con Case desmontando las salvaguardas de la computadora en su camino dentro y fuera de la matriz.
Case y Molly siguen investigando a Armitage, descubriendo su anterior identidad como el coronel Willis Corto. Corto fue un miembro de la «Operación Puño Estridente», que planeaba infiltrarse y perturbar los sistemas de computación soviética de una aeronave ultraligera lanzada sobre Rusia. Los militares rusos han aprendido de la idea e instalaron defensas para hacer que el ataque fuera imposible, pero los militares siguieron adelante con Puño Estridente, con un nuevo propósito secreto de probar estas defensas rusas. Cuando este equipo atacó un centro computacional soviético, armas EMP cerraron sus computadoras y sistemas de vuelo, entonces Corto y sus hombres fueron objetivo de las defensas láser soviéticas. Él, con unos pocos supervivientes, comandaron un helicóptero militar soviético y se escapó por la frontera finlandesa intensamente protegida. El helicóptero fue derribado por las fuerzas de defensa finlandesa que lo confunde con una aeronave hostil y todo el mundo murió salvo Corto, quien estaba seriamente herido y desfigurado. Después de algunos meses en el hospital, Corto recibe la visita de un oficial del ejército estadounidense, quien lo lleva de vuelta a los EE. UU. para recibir psicoterapia ayudada por computadora y cirugía reconstructiva y ser capaz de proporcionarle lo que acaba  siendo un falso testimonio, diseñado para confundir al público y proteger a los oficiales del ejército que habían ocultado el conocimiento de armas EMP. Después de los juicios, Corto se rompe, asesinando al oficial que contactó con él primero y luego desapareciendo en el bajo mundo criminal, convirtiéndose en Armitage.
En Estambul, el equipo recluta a Peter Riviera, un artista, ladrón y drogadicto que es capaz de proyectar ilusiones holográficas con la ayuda de sofisticados implantes cibernéticos. Aunque Riviera es un sociópata, Armitage le coacciona para que se una al equipo. El rastro lleva a Case y Molly a Wintermute, una poderosa inteligencia artificial creada por la familia Tessier-Ashpool. Los Tessier-Ashpools pasaron la mayor parte de su tiempo inactivos en preservación criogénica en una mansión laberíntica conocida como Villa Straylight, ubicada en un extremo de Freeside, un hábitat espacial cilíndrico en L5, que funciona principalmente como un centro vacacional espacial tipo Las Vegas para los ricos.
Wintermute finalmente se revela a Case a través de una personalidad simulada de uno de los socios de Case pues carece de la habilidad de formar su propia personalidad. Wintermute explica que es una mitad de una entidad de super-IA diseñada por la familia, aunque su propósito exacto se desconoce. El Código Turing que gobierna a las inteligencias artificiales prohíbe la construcción de semejantes entidades; para eludir esto, tienen que construir dos AI diferentes. Wintermute (albergado en un marco computacional en Berna, Suiza) fue programado por los Tessier-Ashpool con la necesidad de fundirse con su otra mitad, Neuromante (cuyo marco físico es instalado en Río de Janeiro, Brasil). Incapaz de lograr esta fusión por sí mismo, Wintermute reclutó a Armitage y su equipo para ayudarle a conseguir este objetivo. A Case le encarga entrar en el ciberespacio para atravesar las barreras de software impuestas por Turing usando un poderoso programa rompehielos. Al mismo tiempo, Riviera tendría que obtener la contraseña para el cierre Turing de Lady 3Jane Marie-France Tessier-Ashpool, una  hija clónica no congelada y actual directora ejecutiva de la corporación familiar, Tessier-Ashpool SA. Wintermute cree que Riviera la tentará de forma irresistible y ella le dará la contraseña. La contraseña debe ser pronunciada ante una computadora ornamentada ubicada en Villa Straylight y meterla al mismo tiempo que Case supera las barreras de software en el ciberespacio—de otra manera, el cierre Turing permanecerá intacto.
El equipo de Armitage atrae la atención de la Policía de Turing, cuyo trabajo es impedir a las inteligencias artificiales superar las limitaciones que tienen construidas. Cuando Molly y Riviera entran en Villa Straylight, tres oficiales Turing arrestan a Case y lo ponen bajo custodia; Wintermute manipula la seguridad del casino orbital y sistemas de mantenimiento y mata a los oficiales, permitiendo a Case escapar. La personalidad de Armitage empieza a desintegrarse y volver a la personalidad de Corto conforme él revive Puño Estridente. Se revela que Wintermute había contactado originalmente a Corto a través de una computadora de mesilla de noche durante su psicoterapia original, convenciendo finalmente a Corto de que él era Armitage. Wintermute lo usó para convencer a Case y a Molly de que le ayuden a unirse a su AI gemela, Neuromante. Finalmente, Corto atraviesa los restos de la personalidad de Armitage, pero es incontrolable, y Wintermute lo mata lanzándolo al espacio a través de una escotilla.
Dentro de Villa Straylight, Riviera conoce a Lady 3Jane e intenta detener la misión, ayudando a Lady 3Jane e Hideo, su guardaespaldas ninja, a capturar a Molly. Preocupado por Molly y siguiendo órdenes de Wintermute, Case la localiza con ayuda de Maelcum, su piloto rastafari. Después de alcanzar Villa Straylight, Case usa una computadora dentro del complejo para entrar al ciberespacio donde Neuromante intenta atrapar a Case dentro de una realidad simulada. Allí encuentra la conciencia de Linda Lee, su novia de la ciudad de Chiba, quien fue asesinada por uno de los contactos de Case en los bajos fondos. También encuentra a Neuromante quien asume la forma de un chico joven. A diferencia de Wintermute, Neuromante es capaz de crear una personalidad e identidad propias. Neuromante intenta convencer a Case de que abandone su misión y se quede con Linda en el mundo virtual, pero Case se niega. Escapa, en parte porque Maelcum da a su cuerpo una sobredosis de una droga que puede superar sus órganos modificados (páncreas e hígado).
Con Wintermute guiándolos, Case va con Maelcum a enfrentarse con Lady 3Jane, Riviera e Hideo. Riviera intenta matar a Case, pero Lady 3Jane siente simpatía por Case y Molly, e Hideo lo protege. Riviera ciega a Hideo con un pulso láser concentrado de su implante de proyector, pero huye cuando descubre que el ninja es igualmente hábil sin vista. Molly entonces explica a Case que Riviera está condenado, de cualquier forma, pues ha quedado fatalmente envenenado por las drogas, que ella ha metido en su bebida una toxina letal para asegurar que nunca sobrevivirá a la misión, con independencia del resultado de esta. Con Lady 3Jane en posesión de la contraseña, el equipo logra entrar en la terminal de computadora. Case entra en el ciberespacio para guiar el rompehielos y penetrar en su objetivo; inducen a Lady 3Jane a dar la contraseña y se abre el cierre. Wintermute se une con Neuromante, fusionándose en una superconciencia. El veneno en la corriente sanguínea de Case es arrastrado, así que él, Molly y Maelcum son bien pagados por sus esfuerzos, mientras que el constructo ROM de Pauley es aparentemente borrado a petición propia.
En el epílogo, Molly deja a Case. Case conoce a una nueva novia, vuelve a su trabajo de pirata informático y se gasta el dinero de la misión en reemplazar sus órganos internos. Wintermute/Neuromante contacta con él, diciéndole que se ha convertido en «la suma de todo, el espectáculo completo» y que se ha dedicado a buscar a otros de su misma especie (inteligencias artificiales como él). Buscando entre viejas transmisiones registradas en los setenta, la superinteligencia artificial encuentra una transmisiones de una AI desde el sistema Alfa Centauro.
Al final, mientras está en la matriz, Case distingue a Neuromante en la distancia, con su novia muerta Linda Lee y él mismo, el propio Case. Neuromante parece un chico sonriente, Linda saluda y Case oye una risa inhumana (un rasgo asociado con Pauley durante el trabajo de Case con su constructo ROM). Esto sugiere que después de todo, no borraron a Pauley y en lugar de ello se transformó para vivir en la matriz. Esta escena implica que Neuromante creó una copia de la conciencia de Case. La copia de la conciencia de Case existe ahora con la de Linda y la de Pauley, en la matriz. Como estaba prometido, se ha producido un cambio, pero lo que significa ese cambio es ambiguo. Y acaba así: «En alguna parte, muy cerca, la risa que no era risa. No volvió a ver a Molly».

## Personajes
Case
Henry Dorsett Case. Antihéroe de la novela, adicto a las drogas y hacker del ciberespacio. Intentó estafar a su patrón y por ello, este destruyó mediante una micotoxina rusa químicamente su capacidad para conectarse a la red. Es encontrado en Asia por Molly y Armitage y reclutado a cambio de la reconstrucción de la sección dañada de su sistema nervioso. Case es el tipo que lleva las de perder y mira solo por sí mismo. A lo largo del camino se hará con un hígado y un páncreas modificados que le impiden colocarse; conoce a la Navaja Andante, vestida de cuero, Molly; se rodea de rastafaris espaciales drogados; libera a una inteligencia artificial (Wintermute) y cambia el paisaje de la matriz.
Molly
Molly Millions. Una «Navaja Andante», heroína clásica de Gibson y del cyberpunk. Tiene varias modificaciones especiales en su cuerpo que le ayudan a realizar su trabajo, como hojas de doble filo de 4 cm retraíbles bajo sus uñas que pueden ser usadas como garras, un sistema de reflejos mejorado y lentes de espejo impantadas que le cubren las órbitas, diseñadas como mejoras ópticas añadidas. Es reclutada por Armitage para ayudar a Case. Encargada del trabajo de campo e infiltración. Antiguamente la prostituyeron, pero sus explotadores comenzaron a manipular sus implantes y su mente sin su autorización, lo que la llevó a tomar medidas violentas contra un cliente cuando recuperó la consciencia en medio de una «sesión especial» organizada por sus jefes. También aparece en el cuento «Johnny Mnemonic» y reaparece (usando el alias «Sally Shears») en Mona Lisa Overdrive, la tercera novela de la trilogía del Sprawl.
Armitage
Es (aparentemente) el principal jefe del equipo. Contrata a Case y Molly. Su nombre real es Willis Corto, exmilitar boina verde paranoico modificado por la I.A. Wintermute. Tomó parte de una operación secreta llamada Puño Estridente. Quedó muy dañado física y psicológicamente. Después de años de estar perdido, fue encontrado por Wintermute en un asilo, completamente carente de mente: la IA poco a poco lo manipuló, usando el cuerpo vacío como vasija para generar a Armitage, una personalidad totalmente ajena a Corto que actúa como emisario de Wintermute entre la gente. La personalidad «Armitage» se construyó como parte de una «psicoterapia por computadora» por Wintermute (véase más abajo), una de las inteligencias artificiales que se ven en la historia (la otra sería el Neuromante que da título a la novela) que en realidad es quien controla la misión. A medida que sucede la historia, Armitage se vuelve cada vez más inestable, ya que Corto comienza a intentar salir nuevamente. A bordo de un yate conectada al remolcador Marcus Garvey, vuelve a su personalidad Corto y empieza a revivir los momentos finales de Puño Estridente. Separa el puente del resto del yate sin cerrar la escotilla y muere lanzado al espacio.
Peter Riviera
Un ladrón y sádico, contratado por Armitage. Tiene la capacidad de crear ilusiones holográficas a través del software cerebral del resto de personas que lo observan. Drogadicto, enganchado a una mezcla de cocaína y meperidina.
Lady 3Jane Marie-France Tessier-Ashpool
Actual directora de la corporación Tessier-Ashpool SA, una compañía que rige Freeside, un complejo en el espacio. Vive en la punta de Freeside, conocida como la Villa Straylight. Controla el cableado que mantiene a las inteligencias artificiales de la compañía dentro de determinados límites de inteligencia. Es el tercer clon de la Jane original.
Hideo
Japonés, ninja, guardaespaldas y sirviente personal de Lady 3Jane.
El finlandés
Traficante de objetos robados y uno de los viejos amigos de Molly. Su oficina está equipada con una amplia variedad de objetos para espiar. Aparece primero cuando Molly le lleva a Case para que lo escanee y determine si Armitage ha implantado algún dispositivo en el cuerpo de Case. Más tarde en el libro, Wintermute usa su personalidad para hablar con Case y Molly. El finlandés apareció por vez primera en el cuento de Gibson «Quemando Cromo» y reaparece en las partes segunda y tercera de la trilogía del Ensanche.
Maelcum
Habitante de Sión, un asentamiento espacial construido por una colonia de rastafaris, único miembro de la marina rastafari, piloto del carguero Marcus Garvey (en honor al predicador rastafari). Ayuda a Case a entrar en Straylight al final de la novela.
Julius «Julie» Deane
Comerciante paranoico negro de Chiba, de 135 años de edad, que frecuentemente ofreció trabajos a Case; le proporciona información en varios tratos del mercado negro en la primera parte de la historia. Gasta grandes cantidades de dinero en terapias de rejuvenecimiento, caramelos de jengibre, muebles y ropas de estilo antiguo. Cuando asesinan a Linda Lee (véase abajo), Case encuentra evidencias de que Deane ordenó su muerte. En un momento posterior de la historia, Wintermute asume la personalidad de Deane para hablar con Case en la matriz.
Ratz
Cantinero y dueño del bar en Chiba. Tiene un brazo prostético soviético. Sus dientes eran una amalgama de acero de la Europa del Este y unas caries parduscas. Su fealdad era legendaria.
Lupus Yonderboy
Líder de los Panteras Modernos.
Linda Lee
Una drogadicta y residente en Chiba. Es la antigua novia de Case, e instiga la serie de eventos iniciales con una mentira sobre la intención de su jefe de matarlo. Su muerte en Chiba y más tarde su pseudo-resurrección por Neuromante sirve para provocar profundidad emocional en Case cuando lamenta su muerte y lucha con la culpa que siente al rechazar su amor y abandonarla, tanto en Chiba como en la realidad simulada creada por Neuromante.
Wintermute
No es un personaje físico sino una IA creada por Ressier-Ashpool, que adopta diferentes formas para representarse físicamente delante de Molly o Case, generalmente presentándose por medio de ordenadores o maquinarias. Fue creado antiguamente como parte de una IA superior que nacería al fusionar a Wintermute y Neuromante, pero jamás fue consolidada. Su propósito es liberarse de los cierres de Turing, combinarse con Neuromante y convertirse en una superinteligencia. Desafortunadamente, los esfuerzos de Wintermute se ven entorpecidos por esos mismos bloqueos de Turing; además de impedirle fusionarse, frustran sus esfuerzos de hacer planes a largo plazo o mantener una identidad individual y estable (lo que le fuerza a adoptar máscaras de personalidad para interactuar con los personajes principales. Esperó lo suficiente para poder realizar una misión de rescate y liberar a Neuromante y así lograr el objetivo de su existencia.
Dixie Flatline
Es una consciencia de una persona muerta convertida en programa, el nombre de la persona a la que pertenecía la consciencia era McCoy Pauley, uno de los mejores vaqueros del ciberespacio, que logró su mote por haber sobrevivido a tres «líneas planas» mientras intentaba entrar en una inteligencia artificial. Fue el maestro de Case. Antes de su muerte, Senso/Red salvó el contenido de su mente en un ROM. Es rescatado por Molly, Case y los Panteras Modernos para que los ayude en su misión; a cambio de esto pide a Case ser destruido una vez finalicen.
Neuromante
Inteligencia artificial gemela de Wintermute. El rasgo más notable de Neuromante en la historia es su habilidad de copiar mentes y que funcionen como RAM (no ROM como el constructo Flatline), permitiendo que las personalidades almacenadas crezcan y se desarrollen. A diferencia de Wintermute, Neuromante no siente deseos de fusionarse con su inteligencia gemela, Neuromante tiene su propia personalidad estable y cree que tal fusión destruiría su identidad. Gibson define Neuromante como un compuesto de las palabras Neuro, Romancer y Necromancer, «Neuro por los nervios, los senderos plateados. Romancer. Necromancer. Yo llamo a los muertos». Para Lance Olsen «Gibson se convierte en el nuevo romancer detrás de Neuromancer, revitalizando la novela de ciencia ficción, la historia de una búsqueda, el mito del héroe, el misterio, la novela detectivesca hard-boiled, la épica, el thriller y los cuentos del artista romántico y vaquero, entre otros. Representa las viejas historias en un revelador pastiche intertextual [sic] remozado».

## Glosario
Matriz o Matrix
Ciberespacio de realidad virtual, donde los datos complejos son representados por símbolos.
Hielo
ICE - Intrusion Countermeasures Electronics, y por extensión:
Concepto y personificación simbólica utilizada por los vaqueros para referirse a las defensas propias de un programa o archivo de la matriz. La habilidad de un vaquero, en general, se cataloga según su capacidad para "romper el hielo" y obtener la información. Algunas veces, especialmente en lo referente a archivos gubernamentales o militares, el hielo incluso puede atacar directamente el cerebro del vaquero.
Hosaka
Usado indistintamente para referirse a una computadora o al fabricante de estas. El término es usado ampliamente por Gibson en la Trilogía del Sprawl. También se refiere a un dispositivo capaz de conectarse y acceder a información y que puede ser manipulada por órdenes habladas.
Microsoft
Un chip utilizado junto a un implante cibernético detrás de la oreja. Mientras el usuario está conectado al microsoft, puede experimentar nuevas habilidades. Existen microsofts para una gama inmensa de capacidades diferentes.
Simestim
Tecnología por la que el cerebro de una persona y su sistema nervioso se estimulan para simular una experiencia sensorial completa, generalmente pregrabada por otra persona. Su principal uso es el de entretenimiento, aunque también tiene otros usos, como un sofisticado método de comunicación unidireccional.
Dermo
Término genérico que se refiere a una sustancia que se absorbe a través de la piel, como lo hacen los parches de nicotina. Pueden ser utilizados para administrar anestésicos.
Octógono
Potente especie de dextroanfetamina brasileña con forma de octágono rosado y plano.
Freeside
Una ciudad espacial en forma de Cilindro de O'Neill; situado en el punto de lagrange L-5. Es un centro turístico, pero también un lugar de libre paso, ciudad fronteriza y centro bancario.
Sion
Otra ciudad en el archipiélago espacial de L-5. Surgió espontáneamente y está poblada por refugiados. La sociedad y religión son del tipo del Rastafarismo.

## Significación literaria y cultural
Dave Langford hizo crítica de Neuromante para el n.º 59 de la revista White Dwarf, y afirmó que «pasé todo el tiempo al borde de la silla y como resultado me dio un calambre. En cierto sentido, el ritmo de Gibson es demasiado frenético, tan incesante que el lector nunca tiene un descanso y no puede separar la trama del camuflaje. En otras palabras: uno bueno».
El lanzamiento de Neuromante no hizo mucho ruido, pero tocó un nervio cultural, convirtiéndose pronto en un éxito boca a boca clandestino. Se convirtió en la primera novela que ganó los tres premios principales de la ciencia ficción: el Nebula, el Hugo y el Philip K. Dick para un libro de tapa blanda original, un logro sin precedentes descrito por el Mail & Guardian como «la versión, para un escritor de ciencia ficción, de ganar el Goncourt, el Booker y el Pulitzer en el mismo año». La novela también fue nominada para un premio de ciencia ficción británico en 1984.
La novela entonces legitimó el cyberpunk como una rama generalmente aceptada de la literatura de ciencia ficción. Está entre las obras de ciencia ficción más reconocidas en la historia reciente y, en 2005, apareció en la lista de la revista Time de las 100 mejores novelas en inglés escritas desde 1923, considerando que «no hay forma de sobreestimar lo radical que [Neuromante] fue cuando apareció por vez primera».
Lawrence Person es sus «Notas hacia un manifiesto postciberpunk» (1998) identificó Neuromante como «el trabajo ciberpunk arquetípico». Fuera de la ciencia ficción, obtuvo una atención del público y la crítica sin precedentes como una «evocación de la vida a finales de los ochenta», aunque The Observer señaló que «New York Times tardó diez años» en mencionar la novela. Para el año 2007 había vendido más de 6,5 millones de copias en todo el mundo.
La novela ha tenido una influencia lingüística significativa, popularizando términos como ciberespacio e ICE (Intrusion Countermeasures Electronics). El propio Gibson acuñó el término «ciberespacio» en su cuento «Quemando Cromo», publicado en 1982 por la revista Omni, pero fue a través de su uso en Neuromante que ganó reconocimiento hasta convertirse el término de facto para la World Wide Web en los años noventa. La parte de Neuromante que se cita usualmente al respecto es:

La matriz tiene sus raíces en las primitivas galerías de juego... El ciberespacio. Una alucinación consensual experimentada diariamente por billones de legítimos operadores, en todas las naciones, por niños a quienes se enseña altos conceptos matemáticos... Una reprsentación gráfica de la información abstraída de los bancos de todos los ordenadores del sistema humano. Líneas de luz clasificadas en el no-espacio de la mente, conglomerador y constelaciones de información. Como las luces de una ciudad que se aleja....

La película de ciencia ficción ciberpunk de 1999 Matrix bebe particularmente de Neuromante tanto por el uso del término «matriz» como por el concepto mismo. «Después de ver Matrix, Gibson comentó que la manera en la que los creadores del film se habían inspirado en obras de ciberpunk preexistentes era "exactamente la clase de ósmosis cultural creativa" en la que él se había  basado para su propia escritura».
En su epílogo posterior a la reedición de 2000 de Neuromante, el autor Jack Womack va más lejos y sugiere que la visión de Gibson del ciberespacio puede haber inspirado la manera en la que internet se desarrolló (particularmente la World Wide Web), después de la publicación de Neuromante en 1984. Se pregunta «¿Y si el acto de escribirlo, de hecho, lo trajo?" (269).
Norman Spinrad, en su ensayo de 1986 «The Neuromantics» que apareció en su colección de ensayos Science Fiction in the Real World, cio el título del libro como un triple juego de palabras: «neuro» en referencia al sistema nervioso; «necromante»; y el «nuevo romancero». El género ciberpunk, a cuyos autores sugiere que se les llame «neuromantics», era «una fusión de impulso romántico con ciencia ficción y tecnología», según Spinrad.
Escribiendo en F&SF en 2005, Charles de Lint señaló que las extrapolaciones tecnológicas de Gibson habían resultado imperfectas (en particular, su fracaso al no anticipar la telefonía móvil), «Imaginar la historia, cómo funcionaban las mentes de sus personajes y el mundo en el que todo tiene lugar, todo eso es más importante».
El crítico literario Larry McCaffery describió el concepto de matriz en Neuromante como un lugar donde «los datos bailan con la conciencia humana... la memoria humana es literalizada y mecanizada... sistemas de información multinacionales mutan y crecen convirtiéndose en asombrosas nuevas estructuras cuya belleza y complejidad son inimaginables, místicas y por encima de todo, no humanas». Gibson más tarde comentaría sobre él, como autor, en torno a Neuromante que «le invitaría a una copa, pero no creo que le prestara dinero» y se refirió a la novela como «un libro adolescente». El éxito de Neuromante tuvo como efecto hacer que Gibson, de 35 años, saliera de la oscuridad.

## Adaptaciones

### Novela gráfica
En 1989, Epic Comics publicó una novela gráfica de 48 páginas, realizada por Tom de Haven y Bruce Jensen. Solo abarca los dos primeros capítulos, «Chiba City Blues» y «The Shopping Expedition» y no continuaron.

### Hipertexto
En los años noventa se publicó una versión de Neuromante como uno de la serie Expanded Books de Voyager Company de series de stacks de HyperCard anotada con hipertexto para el Apple Macintosh (especialmente el PowerBook).

### Videojuego
Una adaptación de la novela en forma de videojuego titulado Neuromancer se publicó en 1988 por Interplay. Diseñado por Bruce J. Balfour, Brian Fargo, Troy A. Miles y Michael A. Stackpole, el juego tenía muchas de las ubicaciones y temas originales de la novela, pero con una trama y un protagonista diferente. Estuvo disponible en una variedad de plataformas, incluyendo la Amiga, la Apple II, el Commodore 64 y para computadoras con base DOS. Como banda sonora tenía una adaptación a computadora de la canción de Devo «Some Things Never Change».
Según un episodio de la versión estadounidense de Beyond 2000, los planes originales para el juego incluyeron una banda sonora dinámica compuesta por Devo y una película 3D en tiempo real de los acontecimientos que vivía el jugador.[cita requerida] El psicólogo y futurólogo Dr. Timothy Leary se vio implicado, pero existe muy poca documentación sobre este segundo juego, que quizá fuera demasiado grandioso para las computadoras caseras de 1988.

### Radionovela
La producción de BBC World Service Drama de Neuromante se retransmitió en dos partes, cada una de una hora, el 8 y el 15 de septiembre de 2002. Dramatizada por Mike Walker y dirigida por Andy Jordan, estaba protagonizada por Owen McCarthy como Case, Nicola Walker como Molly, James Laurenson como Armitage, John Shrapnel como Wintermute, Colin Stinton como Dixie, David Webber como Maelcum, David Holt como Riviera, Peter Marinker como Ashpool y Andrew Scott como El finlandés. Ya no se puede escuchar en el archivo The BBC World Service Archive. 
En Finlandia, Yle Radioteatteri produjo una radionovela en cuatro partes de Neuromante.

### Audiolibro
Gibson leyó una versión abreviada de su novela Neuromante en cuatro audio cassettes para Time Warner Audio Books (1994). Books on Tape hizo una versión completa de este libro, narrada por Arthur Addison, en 1997. En 2011, Penguin Audiobooks produjo una nueva grabación del libro, narrado por Robertson Dean.

### Ópera
Neuromancer the Opera es una adaptación escrita por Jayne Wenger y Marc Lowenstein (libreto) y Richard Marriott de la Club Foot Orchestra (música).  Se iba a representar una producción el 3 de marzo de 1995 en el teatro Julia Morgan (hoy el Centro Julia Morgan para las Artes) en Berkeley (California), con la Club Foot Orchestra en el foso y amplia imaginería gráfica generada por computadora, creada por una serie de voluntarios de todo el mundo. Sin embargo, el estreno no tuvo lugar y al final la obra sigue sin estrenarse por completo.

### Cine
Ha habido varias propuestas de adaptar la novela al cine, con borradores de guion escritos por el director británico Chris Cunningham y Chuck Russell, con Aphex Twin proporcionando la banda sonora. Incluso la caja del videojuego incluía mención promocional de una gran película procedente de «Cabana Boy Productions». Ninguno de estos proyectos llegó a realizarse, aunque el propio Gibson dijo que creía que Cunningham era el único director que podía hacer la película correctamente.
En mayo de 2007, surgió la noticia de que se estaba trabajando en una película, con Joseph Kahn (director de Torque) preparado para dirigir y Milla Jovovich como protagonista. En mayo de 2010 esta historia fue sustituida por otra, que Vincenzo Natali, director de Cube y Splice, había asumido los deberes de director y que reescribiría el guion. En marzo de 2011, con la noticia de que Seven Arts y GFM Films se fusionarían como distribuidores, se anunció que esta unión adquiriría los derechos de Neuromante bajo la dirección de Vincenzo Natali. En agosto de 2012, GFM Films anunció que había comenzado la selección de actores para la película (con ofertas a Liam Neeson y Mark Wahlberg), pero sin que se confirmara ningún miembro del reparto. En noviembre de 2013, Natali arrojó algo de luz sobre la situación de la producción; anunció que el guion llevaba «años» terminado y que se había escrito con ayuda del propio Gibson. En mayo de 2015, se dijo que la película había obtenido fondos de la compañía china C2M, pero Natali ya no estaba disponible para dirigirla.
En agosto de 2017, se anunció que el director de Deadpool Tim Miller había firmado para dirigir una nueva adaptación al cine, con la Fox y Simon Kinberg produciendo.
De momento, sigue entre los clásicos de la ciencia ficción que nunca se han llevado al cine, aunque haya influido en películas como Ghost in the Shell, Minority Report o Matrix.

### Serie de televisión
En noviembre de 2022, se rumoreaba que Apple TV+ estaba buscando comenzar a trabajar en un proyecto para adaptar a una serie de televisión y buscaba contratar a Miles Teller para el papel principal y con Graham Roland como escritor, productor y showrunner. En febrero de 2024, Apple TV+ anunció que había dado luz verde a la serie para 10 episodios coproducida por Skydance Television, Anonymous Content y DreamCrew Entertainment, con J. D. Dillard uniéndose a Roland como co-showrunner. Callum Turner fue anunciado en abril de 2024 para interpretar a Case. Briana Middleton se une al elenco como Molly en junio de 2024. Joseph Lee fue elegido como Hideo en diciembre de 2024. Mark Strong fue elegido como Armitage en febrero de 2025. Clémence Poésy fue elegida como Marie-France Tessier en marzo de 2025.

## Traducción española
- Gibson, William (2009). Neuromante. Colección: Kronos. Barcelona: Ediciones Minotauro. ISBN 9788445076620.